# Płóz

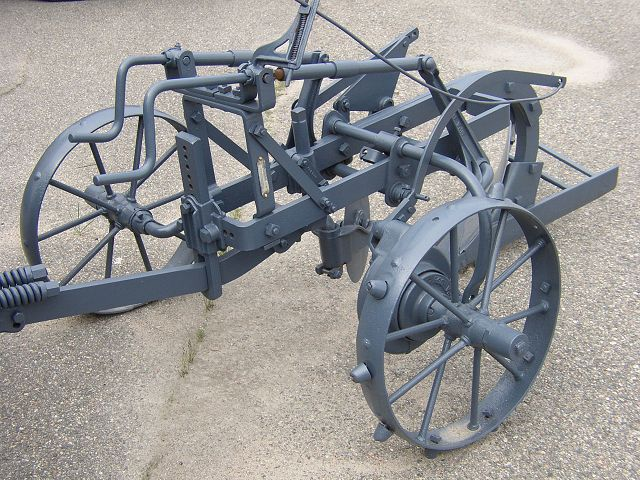
Element z tyłu pługa to płóz

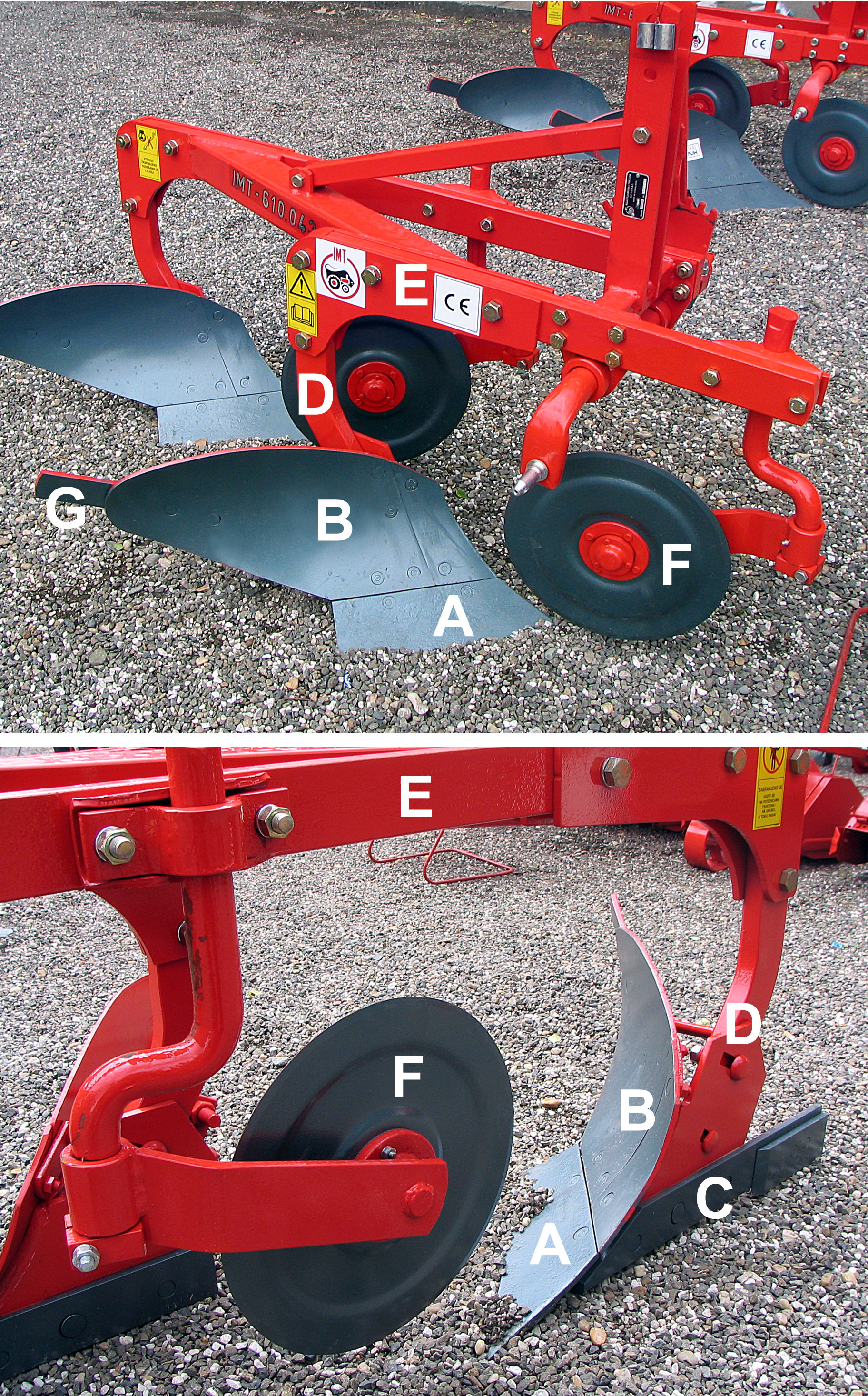
C – płóz

Płóz – część korpusu płużnego zapewniająca pługowi stabilność w czasie orki.
Płóz jest jednym z punktów oparcia i płaszczyzną oporu o ścianę i dno bruzdy. Wykonany jest zwykle z płaskownika. Przytwierdza się go śrubami do słupicy, ustawiając pod kątem 2–3°. Może być zakończony piętką, zabezpieczającą go przed ścieraniem. Nadmierne ugniatanie przez płóz dna bruzdy może prowadzić do powstania podeszwy płużnej.
Długość płozu jest zależna od siły nacisku skiby na powierzchnię odkładnicy, jej kształtu i masy pługa. Ze względu na długość wyróżnia się dwa typy płozów:
- płóz krótki – stosuje się go przy odkładnicach cylindrycznych, ustawionych stromo; opiera się on jedynie o ścianę bruzdy, przenosząc na nią boczne naciski pochodzące z oporów gleby[2]
- płóz długi – wykorzystywany jest z odkładnicami śrubowymi oraz przy ostatnim korpusie; opiera się on o ściankę i dno bruzdy, przenosi więc zarówno boczne, jak i pionowe naciski; zakończony jest zawsze piętką[2]